# Île Roca Redonda
L'île Roca Redonda, en espagnol Isla Roca Redonda, en anglais Roca Redonda Island, est une île inhabitée d'Équateur située dans les îles Galápagos. Elle constitue un des lieux de reproduction de la mouette obscure, une espèce d'oiseau marin endémique des îles Galápagos.

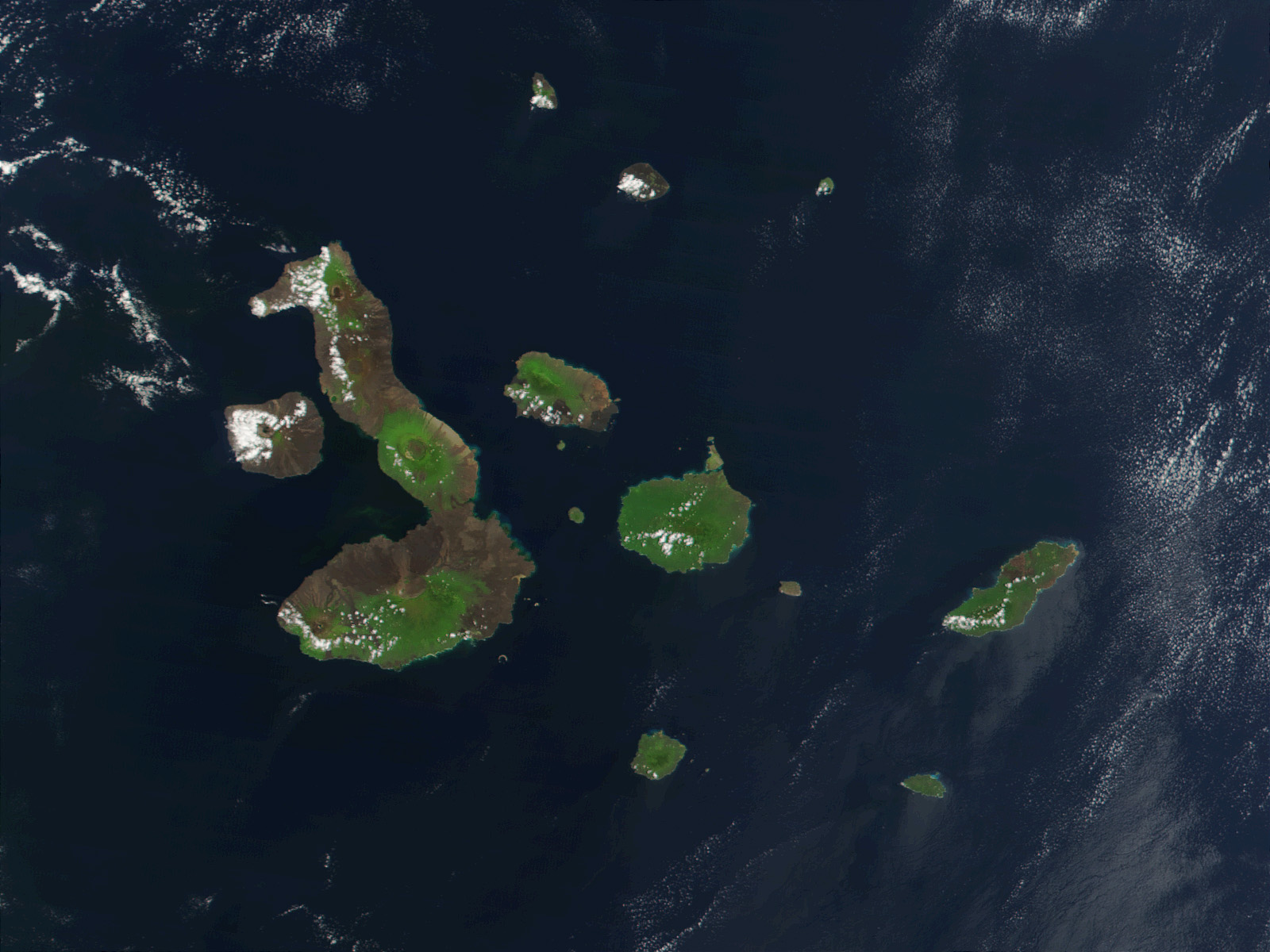
Photo satellitaire des Galápagos - L'île Roca Redonda se trouve à la pointe nord-ouest d'Isabela.